# مقاطعة جيبسون (إنديانا)
مقاطعة جيبسون (بالإنجليزية: Gibson County, Indiana)‏ هي إحدى مقاطعات ولاية إنديانا في الولايات المتحدة. تأسست سنة 1813، بلغ عدد سكانها 33503 نسمة في عام 2010 حسب إحصاء مكتب تعداد الولايات المتحدة وتصل الكثافة السكانية فيها 26.46 نسمة/كم2.

## وصلات خارجية
- www.gibsoncountyin.org/
- United States Counties